# Ordklasse
I grammatik er en ordklasse en lingvistisk kategori af ord der har egenskaber tilfælles. De kan defineres ved deres syntaktiske, morfologiske eller semantiske kendetegn. Dog er semantik ikke altid hensigtsmæssigt.:54 
Et forskningsspørgsmål indenfor sprogforskning er om nogle ordklasseopdelinger er universelle, fx om alle sprog skelner mellem udsagnsord og navneord. Mange opdelinger inddeler ord i ca. ti ordklasser (den videnskabelige, latinske betegnelse er her i ental):
- Udsagnsord – verbum
- Navneord – substantiv
  - Fællesnavn – appellativ
  - Egennavn – proprium
- Kendeord – artikel
- Tillægsord – adjektiv
- Stedord – pronomen
- Talord – numerale
- Biord – adverbium
- Forholdsord – præposition
- Bindeord – konjunktion
- Udråbsord – interjektion